# Cambligneul
Cambligneul est une commune française située dans le département du Pas-de-Calais  en région Hauts-de-France. Ses habitants sont appelés les Cambligneulois. Sa population est de 347 habitants au recensement de 2022. La commune est membre de la communauté de communes des Campagnes de l'Artois.

## Géographie

### Localisation
Localisée dans le sud-est du département du Pas-de-Calais, Cambligneul est un village périurbain de l'Artois situé à 14 kilomètres au nord-ouest d'Arras (chef-lieu d'arrondissement et aire d'attraction), à 15 kilomètres au sud-ouest de Lens, à 42 kilomètres au sud-ouest de Lille et à 58 kilomètres au nord-est d'Amiens.
Le territoire de la commune est limitrophe de ceux de cinq communes.
Les communes limitrophes sont Estrée-Cauchy, Agnières, Villers-Châtel, Camblain-l'Abbé et Caucourt.

### Géologie et relief
La superficie de la commune est de 4,69 km2 ; son altitude varie de 112  à   162 m.

### Hydrographie
La commune est située dans le bassin Artois-Picardie. Elle n'est drainée par aucun cours d'eau,.

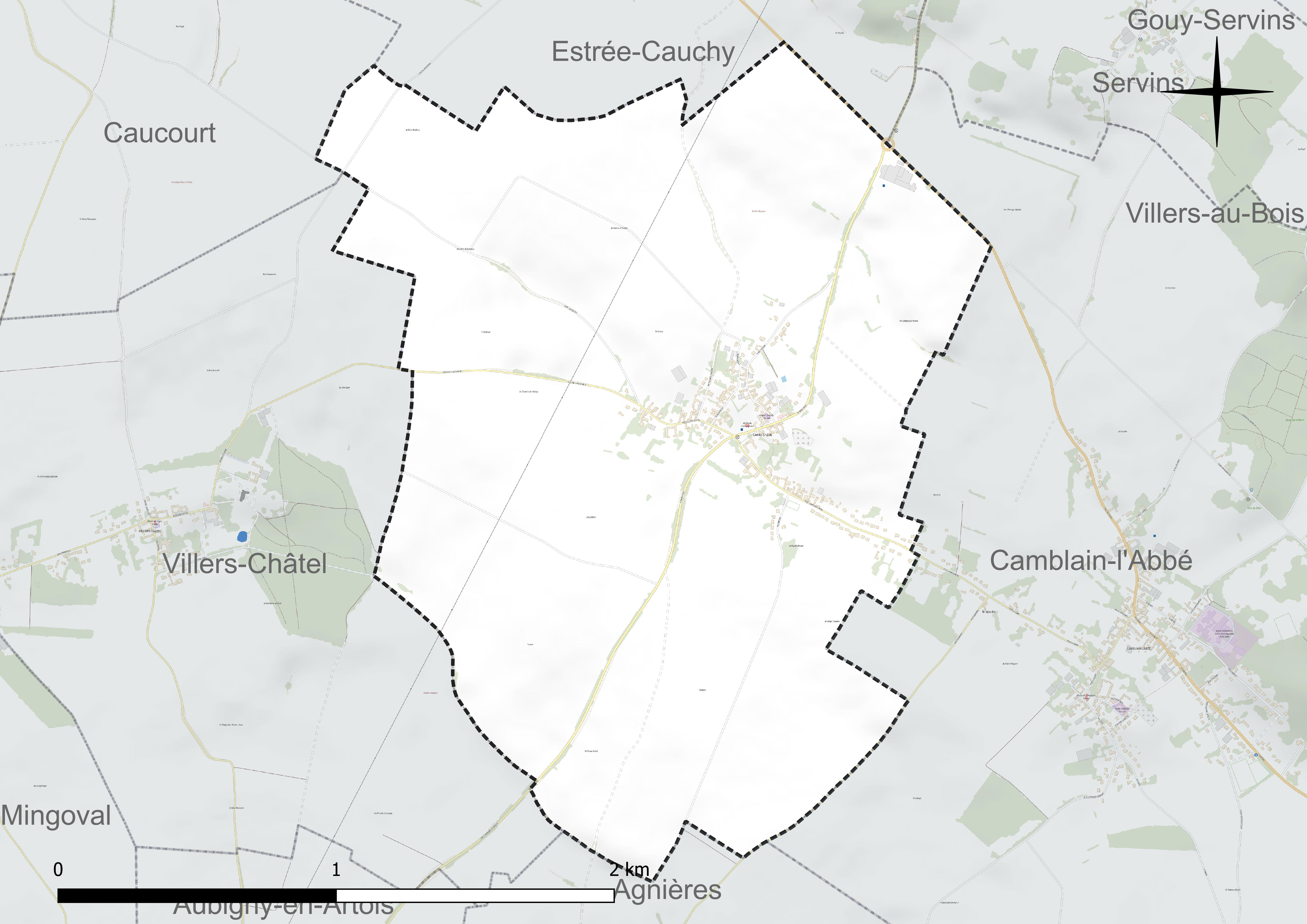
Réseau hydrographique de Cambligneul.

### Climat
Pour des articles plus généraux, voir Climat des Hauts-de-France et Climat du Nord-Pas-de-Calais.
En 2010, le climat de la commune est de type climat océanique dégradé des plaines du Centre et du Nord, selon une étude du CNRS s'appuyant sur une série de données couvrant la période 1971-2000. En 2020, Météo-France publie une typologie des climats de la France métropolitaine dans laquelle la commune est exposée à un climat océanique et est dans une zone de transition entre les régions climatiques « Nord-est du bassin Parisien » et « Côtes de la Manche orientale ».
Pour la période 1971-2000, la température annuelle moyenne est de 10 °C, avec une amplitude thermique annuelle de 13,9 °C. Le cumul annuel moyen de précipitations est de 840 mm, avec 12,5 jours de précipitations en janvier et 9,3 jours en juillet. Pour la période 1991-2020, la température moyenne annuelle observée sur la station météorologique la plus proche, située sur la commune de Saulty à 19 km à vol d'oiseau, est de 10,4 °C et le cumul annuel moyen de précipitations est de 899,7 mm,. Pour l'avenir, les paramètres climatiques de la commune estimés pour 2050 selon différents scénarios d'émission de gaz à effet de serre sont consultables sur un site dédié publié par Météo-France en novembre 2022.

### Milieux naturels et biodiversité

#### Espèces faunistiques et floristiques
Le site de l'Inventaire national du patrimoine naturel (INPN) recense 15 espèces faunistiques et floristiques sur le territoire de la commune dont 5 protégées et 4 menacées et quasi-menacées.

## Urbanisme

### Typologie
Au 1er janvier 2024, Cambligneul est catégorisée commune rurale à habitat dispersé, selon la nouvelle grille communale de densité à sept niveaux définie par l'Insee en 2022.
Elle est située hors unité urbaine. Par ailleurs la commune fait partie de l'aire d'attraction d'Arras, dont elle est une commune de la couronne,. Cette aire, qui regroupe 163 communes, est catégorisée dans les aires de 50 000 à moins de 200 000 habitants,.

### Occupation des sols
L'occupation des sols de la commune, telle qu'elle ressort de la base de données européenne d'occupation biophysique des sols Corine Land Cover (CLC), est marquée par l'importance des territoires agricoles (94,2 % en 2018), une proportion identique à celle de 1990 (94,2 %). La répartition détaillée en 2018 est la suivante : 
terres arables (84,2 %), prairies (10 %), zones urbanisées (5,8 %). L'évolution de l'occupation des sols de la commune et de ses infrastructures peut être observée sur les différentes représentations cartographiques du territoire : la carte de Cassini (XVIIIe siècle), la carte d'état-major (1820-1866) et les cartes ou photos aériennes de l'IGN pour la période actuelle (1950 à aujourd'hui).

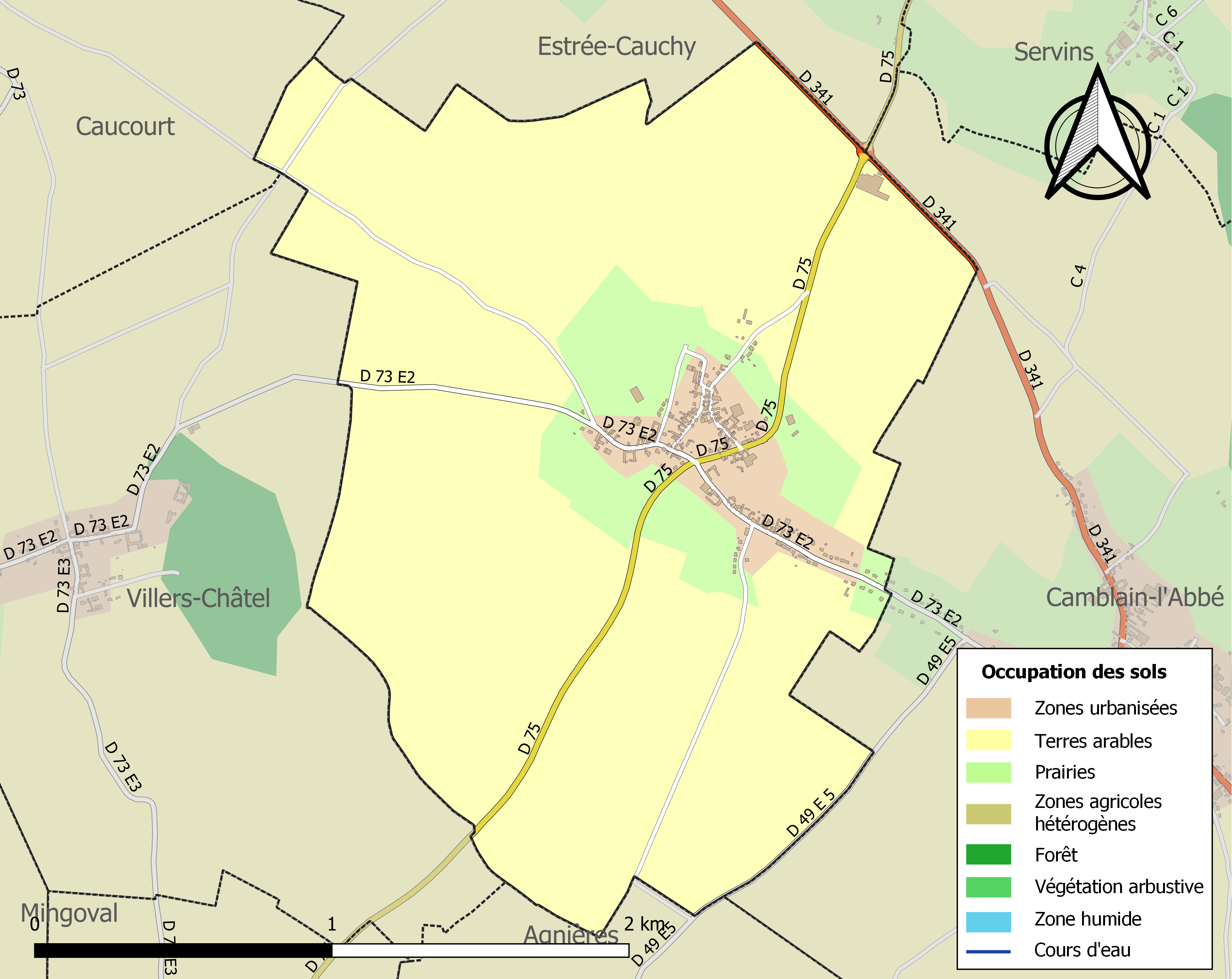
Carte des infrastructures et de l'occupation des sols de la commune en 2018 (CLC).

### Voies de communication et transports

#### Voies de communication
La commune est desservie par la route départementale D 75 et est limitrophe, au nord, de la D 341, appelée chaussée Brunehaut.

#### Transport ferroviaire
La commune se trouve à 5 km de la gare de Frévin-Capelle, située sur la ligne d'Arras à Saint-Pol-sur-Ternoise, desservie par des trains TER Hauts-de-France.

## Toponymie
Le nom de la localité est attesté sous les formes Cambelinnol (1164) ; Camblinol (1193) ; Cambelinol (XIIe siècle) ; Cambelignuel (1213) ; Cambelingnoel et Cambigneil (XIIIe siècle) ; Cambelingneul (1314) ; Cambelignoel (1371) ; Cambeligneul (1372) ; Cambelingnoel (1407) ; Camblingnæul (1506) ; Cambleignoel (1515), Cambligneul depuis 1793 et 1801.

## Politique et administration

### Découpage territorial
La commune se trouve dans l'arrondissement de Saint-Pol du département du Pas-de-Calais, de 1801 à 1925, puis depuis 1926 dans l'arrondissement d'Arras.

#### Commune et intercommunalités
La commune est membre de la communauté de communes des Campagnes de l'Artois qui regroupe 96 communes et compte 33 141 habitants en 2021.

#### Circonscriptions administratives
La commune est rattachée au canton d'Aubigny-en-Artois de 1801 à 2014, puis, depuis 2015 au canton d'Avesnes-le-Comte.

#### Circonscriptions électorales
Pour l'élection des députés, la commune fait partie de la première circonscription du Pas-de-Calais.

### Élections municipales et communautaires

#### Liste des maires
| Période                                  | Période                      | Identité          | Étiquette | Qualité                                                                                                 |
| ---------------------------------------- | ---------------------------- | ----------------- | --------- | --- |
| Les données manquantes sont à compléter. |                              |                   |           | |
| mars 2001                                | 1er octobre 2011             | Jean Vaesen       |           | Mort en fonction                                                                                        |
| novembre 2011                            | En cours (au 4 février 2022) | Jean-Luc Leuiller |           | Fonctionnaire du ministère des finances Réélu pour le mandat 2014-2020, Réélu pour le mandat 2020-2026, |

## Équipements et services publics

### Justice, sécurité, secours et défense
La commune dépend du tribunal judiciaire d'Arras, du conseil de prud'hommes d'Arras, de la cour d'appel de Douai, du tribunal de commerce d'Arras, du tribunal administratif de Lille, de la cour administrative d'appel de Douai et du tribunal pour enfants d'Arras.

## Population et société

### Démographie
Les habitants de la commune sont appelés les Cambligneulois.

#### Évolution démographique
L'évolution du nombre d'habitants est connue à travers les recensements de la population effectués dans la commune depuis 1793. Pour les communes de moins de 10 000 habitants, une enquête de recensement portant sur toute la population est réalisée tous les cinq ans, les populations de référence des années intermédiaires étant quant à elles estimées par interpolation ou extrapolation. Pour la commune, le premier recensement exhaustif entrant dans le cadre du nouveau dispositif a été réalisé en 2008.

En 2022, la commune comptait 347 habitants, en évolution de +2,36 % par rapport à 2016 (Pas-de-Calais : −0,72 %, France hors Mayotte : +2,11 %).
| 1793 | 1800 | 1806 | 1821 | 1831 | 1836 | 1841 | 1846 | 1851 |
| ---- | ---- | ---- | ---- | ---- | ---- | ---- | ---- | ---- |
| 296  | 298  | 269  | 289  | 322  | 327  | 306  | 292  | 305  |

| 1856 | 1861 | 1866 | 1872 | 1876 | 1881 | 1886 | 1891 | 1896 |
| ---- | ---- | ---- | ---- | ---- | ---- | ---- | ---- | ---- |
| 326  | 345  | 356  | 351  | 335  | 349  | 369  | 358  | 342  |

| 1901 | 1906 | 1911 | 1921 | 1926 | 1931 | 1936 | 1946 | 1954 |
| ---- | ---- | ---- | ---- | ---- | ---- | ---- | ---- | ---- |
| 337  | 315  | 318  | 325  | 299  | 282  | 283  | 273  | 273  |

| 1962 | 1968 | 1975 | 1982 | 1990 | 1999 | 2006 | 2008 | 2013 |
| ---- | ---- | ---- | ---- | ---- | ---- | ---- | ---- | ---- |
| 268  | 250  | 231  | 285  | 320  | 323  | 331  | 333  | 331  |

| 2018 | 2022 | - | - | - | - | - | - | - |
| ---- | ---- | - | - | - | - | - | - | - |
| 335  | 347  | - | - | - | - | - | - | - |

#### Pyramide des âges
En 2018, le taux de personnes d'un âge inférieur à 30 ans s'élève à 31,9 %, soit en dessous de la moyenne départementale (36,7 %). À l'inverse, le taux de personnes d'âge supérieur à 60 ans est de 27,2 % la même année, alors qu'il est de 24,9 % au niveau départemental.
En 2018, la commune comptait 154 hommes pour 181 femmes, soit un taux de 54,03 % de femmes, largement supérieur au taux départemental (51,5 %).
Les pyramides des âges de la commune et du département s'établissent comme suit.
| Hommes | Classe d’âge | Femmes |
| ------ | ------------ | ------ |
| 1,3    | 90 ou +      | 0,0    |
| 3,9    | 75-89 ans    | 9,4    |
| 20,8   | 60-74 ans    | 18,8   |
| 24,7   | 45-59 ans    | 19,3   |
| 17,5   | 30-44 ans    | 20,4   |
| 14,9   | 15-29 ans    | 11,6   |
| 16,9   | 0-14 ans     | 20,4   |

| Hommes | Classe d’âge | Femmes |
| ------ | ------------ | ------ |
| 0,5    | 90 ou +      | 1,6    |
| 5,6    | 75-89 ans    | 8,9    |
| 16,7   | 60-74 ans    | 18,1   |
| 20,2   | 45-59 ans    | 19,2   |
| 18,9   | 30-44 ans    | 18,1   |
| 18,2   | 15-29 ans    | 16,2   |
| 19,9   | 0-14 ans     | 17,9   |

## Culture locale et patrimoine

### Lieux et monuments

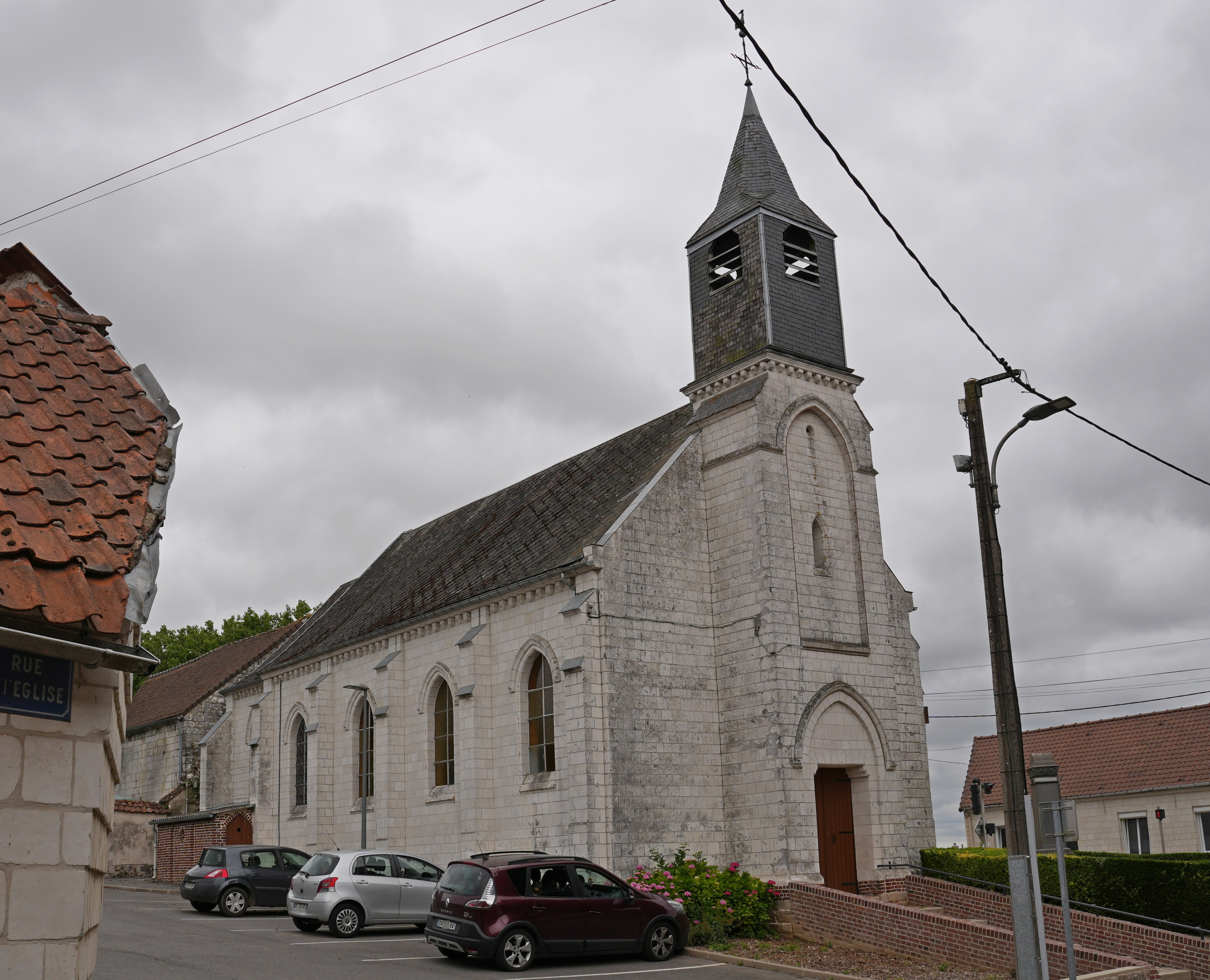
Église Saint-Kilien.

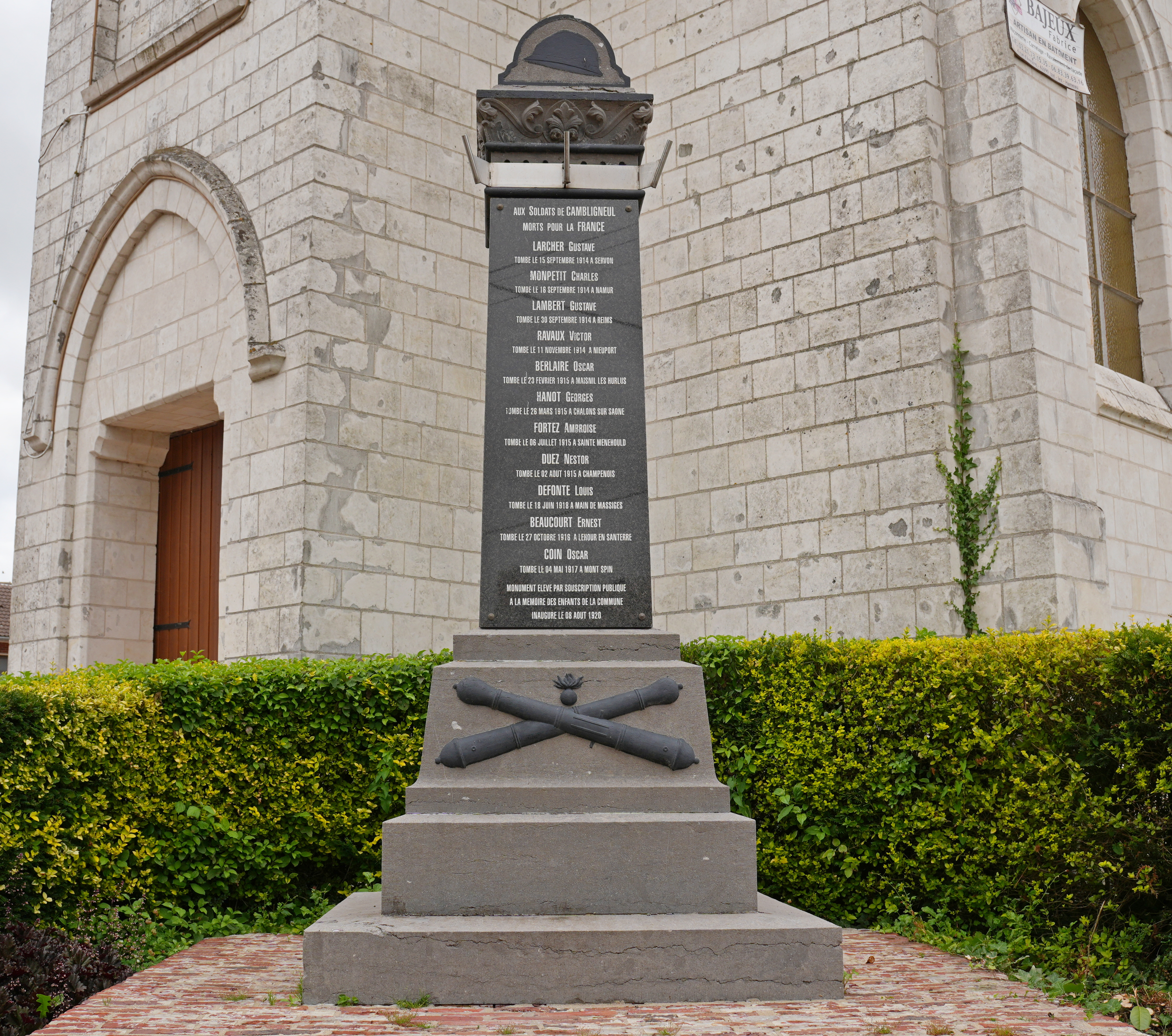
Monument aux morts.

- Le monument aux morts[34].

#### Site classé
Un site classé ou inscrit est un espace (naturel, artistique, historique…) profitant d'une conservation en l'état (entretien, restauration, mise en valeur...) ainsi que d'une préservation de toutes atteintes graves (destruction, altération, banalisation...) en raison de son caractère remarquable au plan paysager. Un tel site justifie un suivi qualitatif, notamment effectué via une autorisation préalable pour tous travaux susceptibles de modifier l'état ou l'apparence du territoire protégé.
Dans ce cadre, la commune présente un site classé par arrêté du 18 mars 1913 : l'orme dénommé « l'Arbret ».

### La commune dans les arts
L'artiste peintre Gyrth Russell (en) réalise, pendant la Première Guerre mondiale, en février 1918, une œuvre représentant un estaminet à Cambligneul.

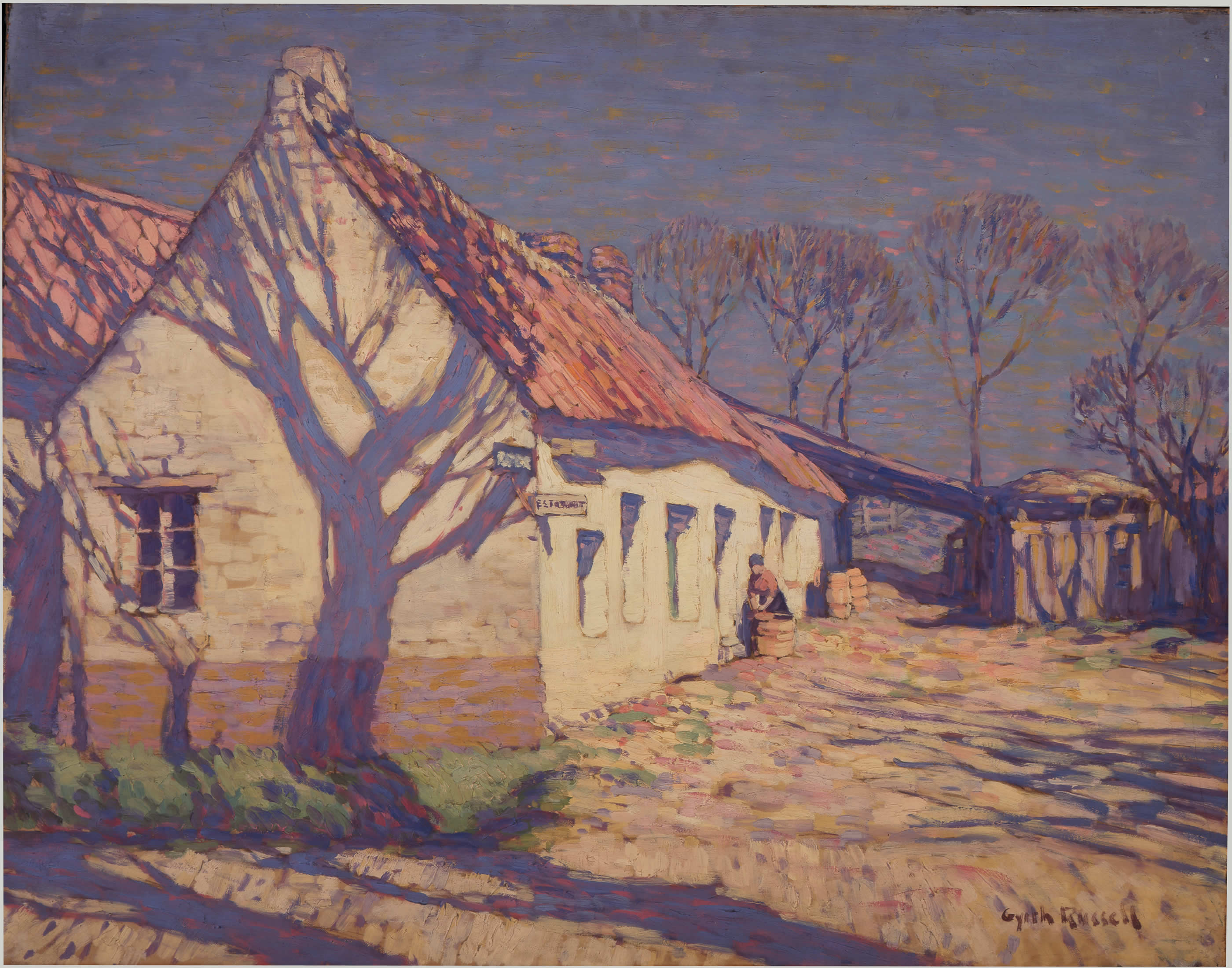

### Héraldique
| Blason de Cambligneul | Blason  | D'azur au dragon d'or.                           |
| Blason de Cambligneul | Détails | Le statut officiel du blason reste à déterminer. |

## Pour approfondir